# NGC 5436
NGC 5436 est une vaste galaxie lenticulaire située dans la constellation de la Bouvier. Sa vitesse par rapport au fond diffus cosmologique est de 6 969 ± 18 km/s, ce qui correspond à une distance de Hubble de 102,8 ± 7,2 Mpc (∼335 millions d'al). NGC 5436 a été découverte par l'astronome allemand Wilhelm Tempel en 1883.
La classe de luminosité de NGC 5436 est III et elle présente une large raie HI. NGC 5436 est une galaxie active (AGN).